# Take It Off
"Take It Off" är en låt av den amerikanska sångerskan Kesha från debutalbumet Animal (2010). Låten skrevs av Kesha, Dr. Luke och Claude Kelly. Den producerades av Luke och den digitala rösteffekten gjordes av Emily Wright. Låten skrevs efter att Kesha hade varit på en dragshow där hon blev upphetsad av strippande manliga transvestiter. "Take It Off" är en danspoplåt med mycket Auto-Tune och ett elektroniskt beat. Låten släpptes som albumets fjärde och sista singel den 13 juli 2010.
Låten fick blandad kritik. Bland annat kritiserades den för att uppvisa alltför bearbetad sång med hjälp av Auto-Tune, medan andra kritiker tyckte att låten var en stark danspoplåt gjord för dansgolvet. Tack vare digital nedladdning av albumet Animal fick "Take It Off" listplaceringar i USA, Storbritannien och Kanada innan den hade släppts som singel. Efter singelsläppet nådde den topp tio i USA, Australien och Kanada. I USA har "Take It Off" certifierats med platina och sålts i över två miljoner exemplar.
Två olika musikvideor för låten har släppts. I den första dansar Kesha med sina vänner på en annan planet och förvandlas långsamt till stjärnstoft när de "tar av det". Avsikten med videon var att illustrera det positiva i att göra sig av med sina hämningar och vara rå och äkta. Den andra videon har ett djurtema och dragartisten Jeffree Star medverkar. Videon inspirerades av 1980-talsfilmer som Tron, Labyrint och Nördarna kommer!. Kesha har framfört låten tillsammans med de tidigare singlarna "Tik Tok" och "Your Love Is My Drug" på The Today Show på NBC.

## Bakgrund
Kesha skrev "Take It Off" tillsammans med Dr. Luke och Claude Kelly. Hennes sång spelades in i Conway Recording Studios och Lukes studio i Los Angeles, Kalifornien. Låten producerades av Luke och den digitala rösteffekten gjordes av Emily Wright. Luke bidrog även med instrument, programmering och bakgrundssång. I en intervju med Matt Sullivan från den amerikanska tidningen Esquire blev Kesha frågad om sin låtskrivarprocess och använde "Take It Off" som ett exempel på hur hennes låtar förverkligas. Hon förklarade att låten inspirerades av ett besök på en dragshow där hon blivit upphetsad av strippande manliga transvestiter. I samma intervju frågar hon sig själv vad detta gör henne till. "Take It Off" skickades till amerikansk radio på formatet contemporary hit radio den 13 juli 2010 som den fjärde och sista singeln från Animal. Senare den 19 juli skickades den till spellistor på australisk radio. Slutligen lades "Take It Off" till på spellistor för radioformatet rhythmic contemporary i USA den 3 augusti 2010.

## Komposition

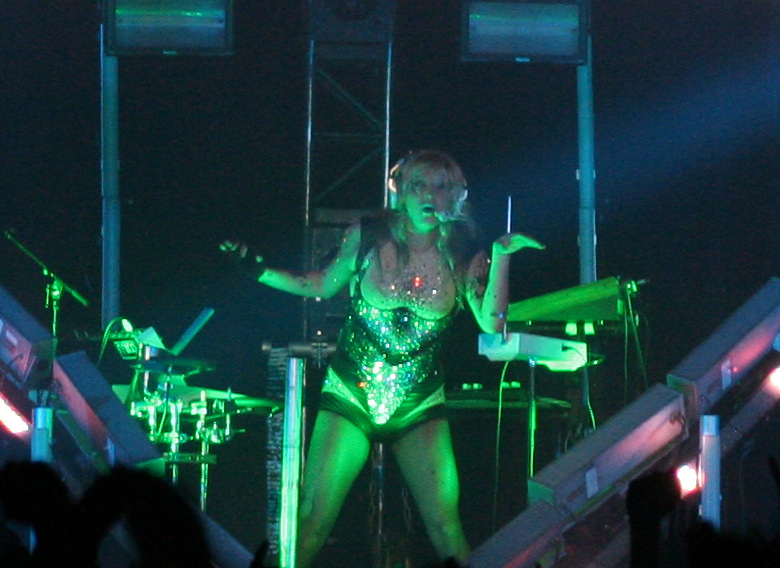
Kesha framför "Take It Off" på Get Sleazy Tour.

Genremässigt är "Take It Off" danspop med element av electropop. Låtens intro nyttjar crescendon och ett dunkande electrobeat. Beatet som används i refrängen och i större delen av låten beskrivs som electro blandat med tuggummipop. Genom hela låten används Auto-Tune på Keshas röst och refrängen påminner om barnramsan "There's a Place in France". Journalisten Daniel Brockman beskriver låten i tidskriften The Phoenix som en omarbetning av "There's a Place in France" fast med mycket Auto-Tune. I refrängen sjunger Kesha: "There's a place downtown/ Where the freaks all come around/It's a hole in the wall/It's a dirty free-for-all." Monica Herrera jämför i tidskriften Billboard "Take It Off" med Robert Miles trancelåt "Children" från 1995.
I "Take It Off" använder Kesha en "pratig" sångstil och rappar delvis. Låten går i fyrtakt med ett tempo på 120 taktslag per minut (bpm). Den är komponerad i tonarten f-moll och är baserad på ackordföljden D♭–E♭–fm. Keshas sångstämma sträcker sig från noten f till c2. I sin recension av låten skriver kritikern Bill Lamb på About.com att låttexten är symbolisk. Han menar att den är en lovsång till yttrandefriheten och en hyllning till hur nattens möjligheter, tillsammans med lite alkohol, kan få människor att släppa på sina hämningar. Lamb tillägger att liknande budskap finns i artisten Lady Gagas texter och skriver att Gagas anhängare på The Monster Ball Tour lär känna igen sig i Keshas åsikter om yttrandefrihet. Enligt Jim Farber från Daily News förespråkar låten nakenhet på dansgolvet, medan Nate Adams från No Ripcord menar att den handlar om objektifiering av det motsatta könet.

## Mottagande
Amar Toor från AOL Radio skriver en positiv recension om "Take It Off". Enligt Toor är låten, i likhet med resten av albumet, gjord för dansgolvet och förkroppsligar en bekymmersfri hedonism. Han skriver att man får lusta att följa Keshas uppmaning om att "ta av det". Bill Lamb ger låten fyra av fem stjärnor men är trots det kritisk till den ytliga texten och överanvändningen av Auto-Tune. Han hyllar dock låten för dess oemotståndliga refräng. Likt Toor, skriver även Lamb att refrängen inspirerar honom att följa Keshas uppmaning om att "ta av det". Lamb avslutar med att skriva att låten starkt antyder att det finns mer att ta av än bara kläderna. Andrew Burgess från musicOMH skriver att Kesha utstrålar "swagger" på "Take It Off". Melinda Newman från Hitfix använder låten som ett exempel på Keshas låtskrivande; hon menar att bokstavliga och "studsiga" låtar som "Take It Off" passar bra för henne eftersom de inte är alltför genomtänkta.
Monica Herrera kritiserar låten för dess digitalt överbearbetade sång och menar att det är lätt att en sångare kan förirra sig i ett hav av Auto-Tune. Herrera avslutar med att påpeka att rösteffekten gör det svårt att avgöra om Kesha faktiskt kan sjunga. Robert Copsey från Digital Spy ger låten tre av fem stjärnor och en blandad recension. Copsey tycker att känslorna som Kesha visade på sin förra singel, "Your Love Is My Drug", är borta. Han skriver att Keshas sång på "Take It Off" är väldigt bearbetad, men menar samtidigt att kombinationen av en lekfull barnvisa och Dr. Lukes produktion gör den oemotståndlig på dansgolvet. Fraser McAlpine från BBC Music ger låten tre av fem stjärnor och kritiserar att den valdes som singel istället för en av albumets ballader. Kerri Mason från Billboard delar McAlpines åsikt om balladerna och skriver att det må vara dags för Kesha att visa en annan sida av sig själv. Nate Adams är kritisk i sin recension, där han kallar låten rent korkad och något man kan höra på en lekplats. Adams skriver även att låten tar upp objektifiering av det motsatta könet, men tycker att det temat blir tråkigt eftersom det överanvänds på albumet.

## Listframgångar

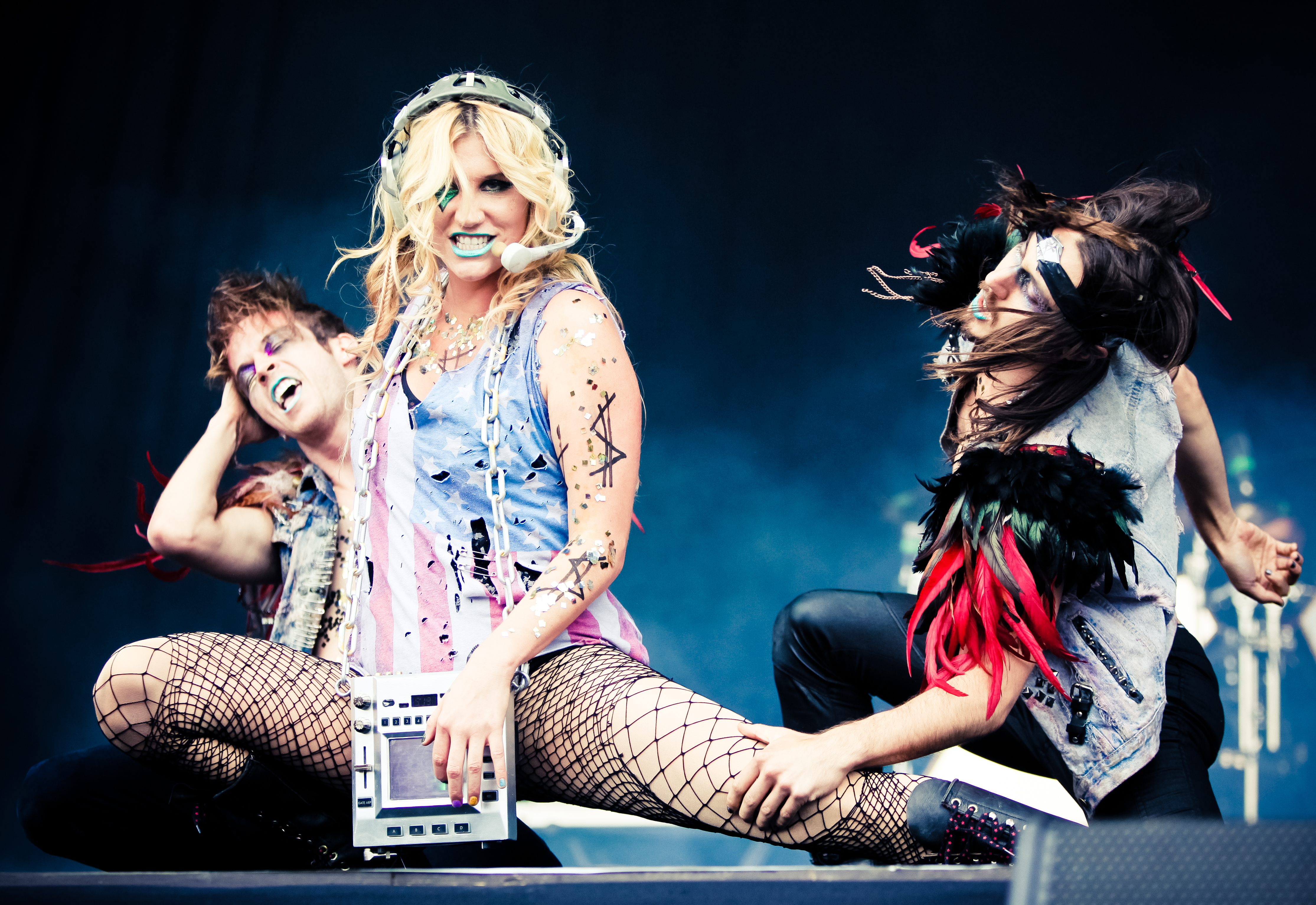
Kesha framför "Take It Off" på Get Sleazy Tour.

Tack vare digitala nedladdningar i januari 2010, placerade sig "Take It Off" på listorna i USA, Kanada och Storbritannien som nummer 85, 45, respektive 112. Låten återvände som nummer 92 på Billboard Hot 100 den 7 augusti 2010. Låtens placering steg stadigt under de kommande sex veckorna och den nådde till slut åttonde plats. I september 2010 certifierades singeln med platina av Recording Industry Association of America (RIAA) för en miljon sålda exemplar. Låten blev Keshas fjärde singel under 2010 som sålde över en miljon exemplar och hon var den andra artisten efter Lady Gaga att uppnå detta. Senare i februari 2011 blev låten Keshas femte singel att nå två miljoner digitala nedladdningar i USA. I Kanada låg låten kvar på Canadian Hot 100 i tolv veckor innan den föll ur. Den 13 juli 2010 återvände låten på listan som nummer 86 och nådde till slut nummer åtta. I juni 2011 hade "Take It Off" sålts i 2 314 000 digitala exemplar i USA.
I Storbritannien låg "Take It Off" kvar på UK Singles Chart i en vecka i januari 2010. Den 28 augusti 2010 återvände låten som nummer 44. Efter att ha stigit på listan i ett antal veckor nådde den till slut nummer femton. Den 12 juli 2010 gick låten in på placering 32 på Nya Zeelands singellista. Den följande veckan steg den tio placeringar till nummer 22 och den tionde veckan nådde den nummer elva, som blev dess högsta placering. Singeln har sedan dess certifierats med guld av Recording Industry Association of New Zealand (RIANZ) för 7 500 sålda exemplar. I Australien gick låten in på placering 29 den 22 augusti 2010. Ett antal veckor senare nådde den nummer fem. Singeln har sedan dess certifierats dubbel platina av Australian Recording Industry Association (ARIA) för 140 000 sålda exemplar. I Sverige gick låten in som nummer 53 på Sverigetopplistan, vilket blev dess högsta placering, och den låg där endast i två veckor. I Ungern nådde låten förstaplatsen på Rádiós Top 40 i december 2010. Låten nådde även topp tjugo i Irland, Skottland, Slovakien och Tjeckien.

## Musikvideor

### Första versionen
Den första musikvideon för "Take It Off" hade premiär den 3 augusti 2010 på videotjänsten Vevo. Videon regisserades av Paul Hunter och Dori Oskowitz. I en intervju med Phoenix New Times berättar Kesha om handlingen i videon där hon och hennes vänner befinner sig på en annan planet där de tillsammans bryter sig in på ett hotell, för att till slut förvandlas till färggrant stjärnstoft. Avsikten med berättelsen är enligt Kesha att visa att alla är gjorda av samma stoff när väl hämningar och kläder är borta. I en annan intervju med MTV News förklarar hon att hon inte ville att videon bara skulle handla om att klä av sig och rulla i glitter, utan att den skulle upplevas som rå och äkta och handla om att släppa taget om sina hämningar.
Videon börjar med att Kesha kliver av en motorcykel och går med sina vänner till ett motellområde. De börjar springa runt och dansa på motellet och hoppa från räcken. De samlas sedan vid en tom bassäng och börjar slita i varandras kläder. När detta händer avslöjas det att videon utspelar sig på annan planet och Kesha ses dansa och rulla runt i sanden. När hennes vänner börjar ta av sig kläderna förvandlas de till damm. Gruppen dansar i den tomma bassängen medan några exploderar till damm. De återstående vännerna fortsätter att dansa i dammet som nu ligger på botten av bassängen. De börjar tappa kroppsdelar och explodera till damm i olika färger. Videon slutar med att endast Kesha är kvar. Hon börjar att öppna sitt blixtlås och förvandlas långsamt till gult damm. Jocelyn Vena från MTV News skriver i en positiv recension om videon att Kesha lyckas omfamna sitt inre partydjur och se både rolig och sexig ut när hon rullar omkring i sanden. Vena anser att konceptet är ganska simpelt, men att det färggranna dammet lyckas förstärka videon. Melinda Newman tycker att videon inte är lika fantasirik som "Your Love Is My Drug" och att den första hälften är förutsägbar. Newman hyllar dock den resterande hälften och dess specialeffekter.

### Andra versionen

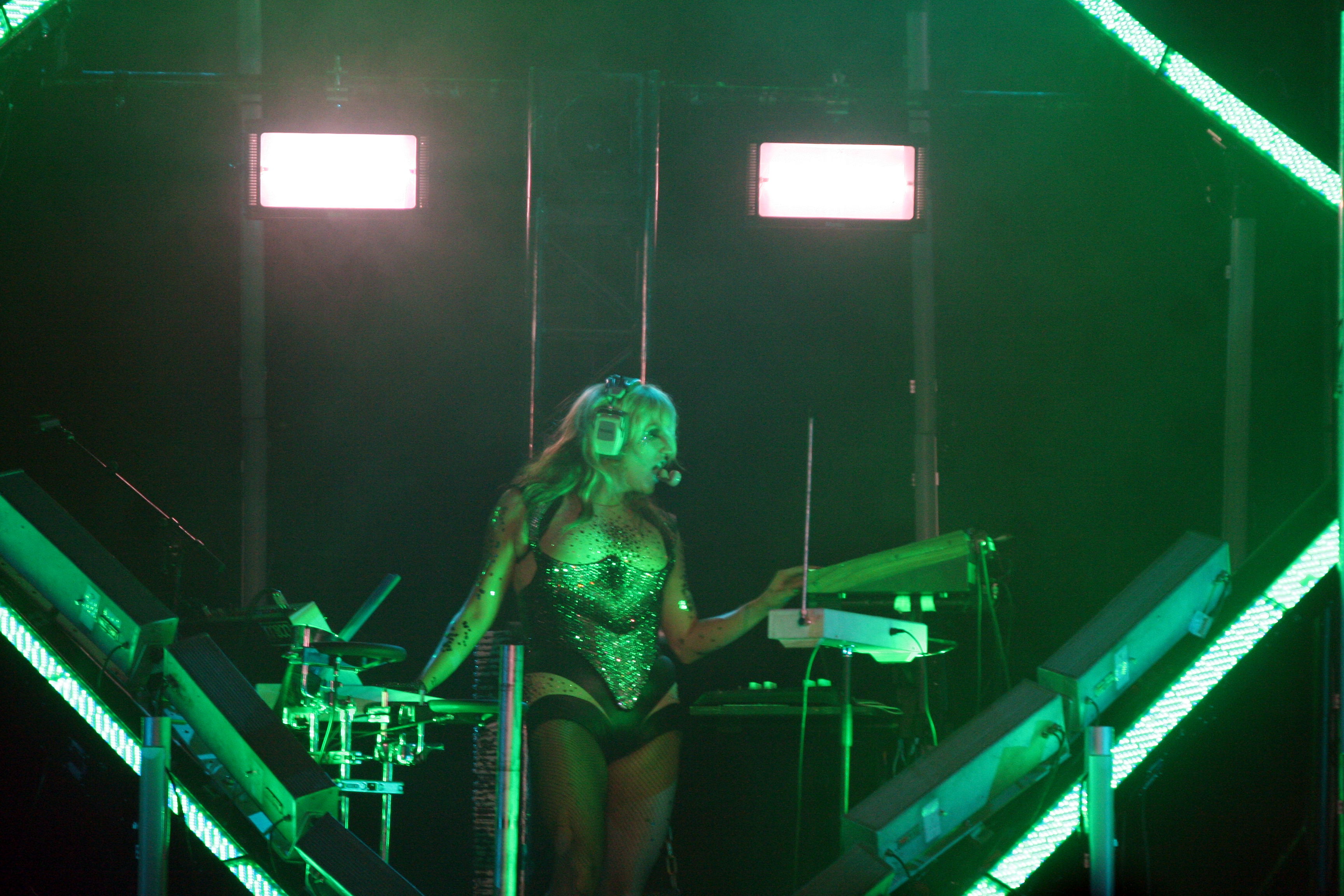
Kesha framför "Take It Off" på Get Sleazy Tour.

Till låtens gjordes även en andra musikvideo som hade premiär via Keshas officiella konto på Youtube den 7 oktober 2010. I videobeskrivningen berättar hon att inspirationen bakom klippet är 1980-talsflimer som Tron, Nördarna kommer! och Labyrint med David Bowie. Hon avslutar med att skriva att videon var rolig att göra och att hon hoppas att fansen ska tycka om den. Videon regisserades av Skinny, som även gjorde videorna till "Animal" och "Stephen".
Videon börjar med att en leopard med lysande blåa ögon (som senare visar sig vara Kesha) går på en bakgata. Låtens titel blinkar till på skärmen och Kesha ses gå på bakgatan med två andra män som tar tag i en annan man. Kesha sprayar ett dollartecken på hans bröstkorg och de går till en fest där de visar sina tatueringar av dollartecken på handleden för att få komma in. När de går in börjar alla dansa och deras ansikten ändras till djur. I nästa scen sitter Kesha på en soffa med två andra män. Jeffree Star närmar sig Kesha och de påbörjar en dansduell. Star skjuter laser från en motorsåg på Kesha, men hon skyddar sig med sitt armband och skjuter laser ur sina händer och dödar Star. Efter duellen kryper dansarna runt och Kesha håller i en kopp av blå vätska. Hon bjuder vännerna på vätskan och de förvandlas till olika djur. Videon slutar med att alla dansar som hälften människor och hälften djur, medan Kesha åter förvandlas till en leopard.

## Liveframträdanden
Den 13 augusti 2010 framförde Kesha "Take It Off" och de tidigare singlarna "Your Love Is My Drug" och "Tik Tok" på The Today Show på NBC. Under uppträdandet bar hon stövlar, nätstrumpor och en löst hängande topp. Dansarna var klädda helt i svart, men under den andra versen började de klä av sig och avslöjade guldkjolar och toppar. Under framträdandet användes rökmaskiner och Kesha kröp vid ett tillfälle runt på golvet medan hon spelade på en keyboard. "Take It Off" framfördes också på Radio 1's Big Weekend 2010, en musikfestival anordnad av BBC Radio 1. Den 21 november 2010 framfördes låten på American Music Awards. Under framträdandet sjöng Kesha låten medan hon spelade på en keyboard och bar en lysande hjälm, men efter en vers övergick hon till "We R Who We R". Under 2011 framförde Kesha "Take It Off" på sin turné Get Sleazy Tour. Låten framfördes direkt efter öppningsnumret "Sleazy". Under uppträdandet bar hon en svart leotard dekorerad med strass medan hon stod i mitten av en stor struktur i form av en diamant.

## Medverkande
- Låtskrivare – Kesha Sebert, Lukasz Gottwald, Claude Kelly
- Produktion – Dr. Luke
- Trummor, keyboard och programmering – Dr. Luke
- Bakgrundssångare – Claude Kelly, The Pickleheadz (Aniela Gottwald, Tatiana Gottwald, Lukasz Gottwald, Graham Bryce)
- Ljudtekniker – Emily Wright, Sam Holland
- Rösteffekt – Emily Wright
- Produktionskoordinatorer – Vanessa Silberman, Megan Dennis, Becky Scott

Källa

## Topplistor och certifikat
| Topplista (2010)                             | Högsta position |
| -------------------------------------------- | --------------- |
| Australien (ARIA)                            | 5               |
| Belgien (Ultratop Flandern)                  | 22              |
| Belgien (Ultratop Vallonien)                 | 22              |
| Danmark (Tracklisten)                        | 35              |
| Irland (IRMA)                                | 12              |
| Japan (Japan Hot 100)                        | 81              |
| Kanada (Canadian Hot 100)                    | 8               |
| Nederländerna (Nederlandse Top 40)           | 21              |
| Nya Zeeland (RIANZ)                          | 11              |
| Skottland (The Official Charts Company)      | 12              |
| Slovakien (IFPI)                             | 10              |
| Spanien (PROMUSICAE)                         | 37              |
| Storbritannien (The Official Charts Company) | 15              |
| Sverige (Sverigetopplistan)                  | 53              |
| Tjeckien (IFPI)                              | 8               |
| Ungern (Rádiós Top 40)                       | 1               |
| USA Billboard Hot 100                        | 8               |
| USA Hot Dance Club Songs (Billboard)         | 29              |
| USA Pop Songs (Billboard)                    | 6               |

| Topplista (2010)                 | Position |
| -------------------------------- | -------- |
| Australiska singellistan         | 45       |
| Belgiska singellistan (Flandern) | 98       |
| Canadian Hot 100                 | 48       |
| Ungerska radiolistan             | 54       |
| USA Billboard Hot 100            | 59       |

| Land (organisation) | Certifikat |
| ------------------- | ---------- |
| Australien (ARIA)   | 2× platina |
| Nya Zeeland (RIANZ) | Guld       |
| USA (RIAA)          | Platina    |

## Utgivningshistorik
| Land       | Datum          | Format                 |
| ---------- | -------------- | ---------------------- |
| USA        | 13 juli 2010   | Contemporary hit radio |
| Australien | 19 juli 2010   | Contemporary hit radio |
| USA        | 3 augusti 2010 | Rhythmic contemporary  |

### Fotnoter
1. 1 2  Sullivan, Matt (13 augusti 2009). ”Kesha and the Not-Quite-72 Virgins in Her Own Personal Heaven” (på engelska). Esquire. Hearst Corporation. Arkiverad från originalet den 11 juni 2011. https://web.archive.org/web/20110611051515/http://www.esquire.com/the-side/qa/kesha-pics-081309?click=main_sr. Läst 12 november 2010.
2. 1 2  Albumhäfte för Animal av Kesha [CD]. RCA Records.
3. 1 2 3 4  ”Available For Airplay: 7/13 Mainstream” (på engelska). FMQB. Friday Morning Quarterback. Arkiverad från originalet den 2 juni 2013. https://web.archive.org/web/20130602195200/http://fmqb.com/Article.asp?id=69239. Läst 12 november 2010.
4. 1 2  ”Issue 796 – Kesha Take It Off (SME)” (på engelska). The Music Network. Peer Group Media. http://www.themusicnetwork.com/music-releases/singles/2010/07/19/issue-796/. Läst 12 november 2010.
5. 1 2  Toor, Amar (15 juni 2010). ”Kesha, 'Take It Off' – New Song” (på engelska). AOL Radio. AOL Inc. http://www.aolradioblog.com/2010/06/15/kesha-take-it-off/. Läst 12 november 2010.
6. 1 2  Copsey, Robert. ”Kesha: 'Take It Off'” (på engelska). Digital Spy. Hachette Filipacchi UK. http://www.digitalspy.com/music/singlesreviews/a274605/keha-take-it-off.html. Läst 12 november 2010.
7. 1 2 3  Herrera, Monica (6 januari 2010). ”Kesha – Animal – Album Review” (på engelska). Billboard. Prometheus Global Media. http://www.billboard.com/new-releases#/new-releases/ke-ha-animal-1004056550.story. Läst 12 november 2010.
8. 1 2 3 4  Mason, Kerri (17 september 2010). ”Ke$ha, "Take it Off"” (på engelska). Billboard (Prometheus Global Media). Arkiverad från originalet den 11 september 2011. https://web.archive.org/web/20110911195556/http://www.billboard.com/new-releases/ke-ha-take-it-off-1004115386.story#/new-releases/ke-ha-take-it-off-1004115386.story. Läst 15 maj 2012.
9. ↑  Brockman, Daniel (8 januari 2010). ”Kesha  Animal” (på engelska). The Phoenix. Phoenix Media/Communications Group. Arkiverad från originalet den 20 april 2012. https://web.archive.org/web/20120420154941/http://thephoenix.com/Boston/music/95211-kesha-animal-2010. Läst 12 november 2010.
10. ↑  "Kesha, 'Take It Off' – Composition Sheet Music". Musicnotes.com. Kobalt Music Publishing.
11. 1 2  Lamb, Bill (18 augusti 2010). ”Kesha – "Take It Off"” (på engelska). About.com. The New York Times Company. Arkiverad från originalet den 4 mars 2016. https://web.archive.org/web/20160304072514/http://top40.about.com/od/singles/gr/Kesha-Take-It-Off.htm. Läst 12 november 2010.
12. ↑  Farber, Jim (5 januari 2010). ”Arkiverade kopian” (på engelska). Daily News (Mortimer Zuckerman). Arkiverad från originalet den 15 augusti 2011. https://web.archive.org/web/20110815061303/http://articles.nydailynews.com/2010-01-05/entertainment/17943309_1_dance-floor-barbie-girl-rapped. Läst 15 maj 2012.
13. 1 2  Adams, Nate (19 januari 2010). ”Ke$ha: Animal” (på engelska). No Ripcord. http://www.noripcord.com/reviews/music/kesha/animal. Läst 15 maj 2012.
14. ↑  Burgess, Andrew. ”Ke$ha – Animal” (på engelska). musicOMH. Arkiverad från originalet den 4 oktober 2012. https://web.archive.org/web/20121004044501/http://www.musicomh.com/albums/kesha_0110.htm. Läst 15 maj 2012.
15. ↑  Newman, Melinda (4 januari 2010). ”Album review: Ke$ha's 'Animal' aims straight for the party girls” (på engelska). Hitfix. Arkiverad från originalet den 28 maj 2014. https://web.archive.org/web/20140528010714/http://www.hitfix.com/blogs/the-beat-goes-on/posts/review-ke-ha-s-animal-aims-straight-for-the-party-girls. Läst 15 maj 2012.
16. ↑  McAlpine, Fraser (13 september 2010). ”Kesha – 'Take It Off'” (på engelska). BBC Music. British Broadcasting Corporation. http://www.bbc.co.uk/blogs/chartblog/2010/09/keha_-_take_it_off.shtml. Läst 12 november 2010.
17. ↑  ”Billboard (January 23, 2010) Take It Off US Entry”. Billboard. Prometheus Global Media. http://www.billboard.com/charts/hot-100#/charts/hot-100?chartDate=2010-01-23. Läst 12 november 2010.
18. ↑  ”Billboard (January 23, 2010) Take It Off Canadian Entry” (på engelska). Billboard. Prometheus Global Media. http://www.billboard.com/charts/hot-100#/charts/canadian-hot-100?chartDate=2010-01-23. Läst 12 november 2010.
19. 1 2  "The Official UK Singles Chart för veckan som slutar 13 februari 2010". ChartsPlus (Milton Keynes: IQ Ware Ltd) (442): 3.
20. ↑  ”Billboard (August 7, 2010) Take It Off US Re-Entry” (på engelska). Billboard. Prometheus Global Media. http://www.billboard.com/charts/hot-100#/charts/hot-100?chartDate=2010-08-07. Läst 12 november 2010.
21. 1 2 3 4  ”Kesha Take It Off Billboard Charts” (på engelska). Billboard. Prometheus Global Media. Arkiverad från originalet den 12 april 2010. https://web.archive.org/web/20100412044441/http://www.billboard.com/song/ke-ha/your-love-is-my-drug/17503058. Läst 12 november 2010.
22. 1 2  ”Gold & Platinum: Kesha Singles and Albums” (på engelska). Recording Industry Association of America. Arkiverad från originalet den 15 september 2013. https://web.archive.org/web/20130915103138/http://www.riaa.com/goldandplatinumdata.php?resultpage=1&table=SEARCH_RESULTS&action=&title=&artist=Ke%24ha&format=&debutLP=&category=&sex=&releaseDate=&requestNo=&type=&level=&label=&company=&certificationDate=&awardDescription=&catalogNo=&aSex=&rec_id=&charField=&gold=&platinum=&multiPlat=&level2=&certDate=&album=&id=&after=&before=&startMonth=1&endMonth=1&startYear=1958&endYear=2010&sort=Artist&perPage=25. Läst 12 november 2010.
23. ↑  Grein, Paul (15 september 2010). ”Week Ending Sept. 12, 2010: The Dulcet Tones Of Bruno Mars” (på engelska). Yahoo! Music. Yahoo! Inc. http://new.music.yahoo.com/blogs/chart_watch/66110/week-ending-sept-12-2010-the-dulcet-tones-of-bruno-mars/;_ylt=AnPoJdsQAQTgmkxdH0L.8O0PwiUv. Läst 24 juni 2011.
24. ↑  Grein, Paul (23 februari 2011). ”Week Ending Feb. 20, 2011: Songs: Gaga Defies Odds” (på engelska). Yahoo! Music. Yahoo! Inc. Arkiverad från originalet den 27 februari 2011. https://web.archive.org/web/20110227104822/http://new.music.yahoo.com/blogs/chart_watch/74334/week-ending-feb-20-2011-songs-gaga-defies-odds. Läst 1 mars 2011.
25. ↑  ”Billboard (July 31, 2010) Take It Off Canadian Re-Entry” (på engelska). Billboard. Prometheus Global Media. http://www.billboard.com/charts/canadian-hot-100#/charts/canadian-hot-100?chartDate=2010-07-31. Läst 12 november 2010.
26. 1 2  ”Ke$ha Album & Song Chart History – Japan Hot 100” (på engelska). Billboard. Prometheus Global Media. http://www.billboard.com/#/artist/Ke%24ha/chart-history/1308564?f=848&g=Singles. Läst 12 november 2010.
27. ↑  Grein, Paul (15 maj 2011). ”Week Ending June 12, 2011. Songs: The Odd Couples” (på engelska). Chart Watch. Yahoo! Inc. Arkiverad från originalet den 25 maj 2012. https://archive.is/20120525123350/http://music.yahoo.com/blogs/chart-watch/week-ending-june-12-2011-songs-the-odd-couples.html. Läst 24 juni 2011.
28. 1 2  ”Chart Stats – Kesha – Take It Off” (på engelska). UK Singles Chart. Chart Stats. Arkiverad från originalet den 21 september 2010. https://web.archive.org/web/20100921164258/http://www.chartstats.com/songinfo.php?id=35077. Läst 12 november 2010.
29. 1 2  ”Charts.org.nz – Ke$ha – Take It Off” (på engelska). Top 40 Singles. Hung Medien. http://www.charts.org.nz/showitem.asp?interpret=Ke%24ha&titel=Take+It+Off&cat=s. Läst 12 november 2010.
30. 1 2  ”October 3, 2010: Radio Scope” (på engelska). Recording Industry Association of New Zealand. Arkiverad från originalet den 24 augusti 2011. https://archive.is/20110824195845/http://www.radioscope.net.nz/index.php?option=com_content&task=view&id=77&Itemid=61. Läst 12 november 2010.
31. 1 2  ”australian-charts.com – Kesha – Take It Off” (på engelska). ARIA Charts. Hung Medien. http://www.australian-charts.com/showitem.asp?interpret=Ke%24ha&titel=Take+It+Off&cat=s. Läst 12 november 2010.
32. 1 2  ”ARIA Charts — Accreditations – 2011 Singles” (på engelska). Australian Recording Industry Association. http://www.aria.com.au/pages/httpwww.aria.com.aupageshttpwww.aria.com.auSINGLEaccreds2011.htm. Läst 25 juni 2010.
33. 1 2 3 4 5 6 7  ”swedishcharts.com – Kesha – Take It Off” (på engelska). Sverigetopplistan. Hung Medien. http://www.swedishcharts.com/showitem.asp?interpret=Ke%24ha&titel=Take+It+Off&cat=s. Läst 12 november 2010.
34. 1 2  ”Archívum – Slágerlisták – MAHASZ – Magyar Hanglemezkiadók Szövetsége” (på ungerska). Rádiós Top 40 játszási lista. Magyar Hanglemezkiadók Szövetsége. http://www.mahasz.hu/?menu=slagerlistak&menu2=archivum&lista=radios&ev=2010&het=49&submit_=Keres%E9s. Läst 24 juni 2011.
35. 1 2  ”Chart Track” (på engelska). Irish Singles Chart. GfK. Arkiverad från originalet den 24 maj 2012. https://web.archive.org/web/20120524053751/http://www.chart-track.co.uk/index.jsp?c=p%2Fmusicvideo%2Fmusic%2Farchive%2Findex_test.jsp&ct=240001&arch=t&lyr=2010&year=2010&week=37. Läst 12 november 2010.
36. 1 2  ”Airplay Chart” (på engelska). Scottish Singles Top 40. The Official Charts Company. http://www.officialcharts.com/archive-chart/_/22/2010-09-25/. Läst 16 maj 2012.
37. 1 2  ”SNS IFPI” (på slovakiska). Hitparáda – RADIO TOP100 Oficiálna. IFPI Czech Republic. Arkiverad från originalet den 10 januari 2007. https://web.archive.org/web/20070110021817/http://www.ifpicr.cz/hitparadask/index.php?hitp=R. Läst 12 november 2010. Not: Läsaren måste välja '201041'.
38. 1 2  ”ČNS IFPI” (på tjeckiska). Hitparáda – RADIO TOP100 Oficiální. IFPI Czech Republic. Arkiverad från originalet den 2 oktober 2011. https://www.webcitation.org/query?url=http%3A%2F%2Fwww.ifpicr.cz%2Fhitparada%2Findex.php%3Fhitp%3DR&date=2011-10-02. Läst 12 november 2010. Not: Läsaren måste välja '201044'.
39. ↑  Wete, Brad (3 augusti 2010). ”Kesha and friends have a psychedelic party in her new "Take It Off" Video” (på engelska). Entertainment Weekly. Time Inc. http://music-mix.ew.com/2010/08/03/kesha-take-it-off-video/. Läst 12 november 2010.
40. ↑  Gottlieb, Steven (29 juni 2010). ”BOOKED: Kesha – Paul Hunter + Dori Oskowitz, dir.” (på engelska). Video Static. http://www.videostatic.com/vs/2010/06/booked-keha-paul-hunter-dori-oskowitz-dir.html. Läst 12 november 2010.
41. ↑  Escudero, Nicki (20 juli 2010). ”Kesha Comes to Marquee Theatre; Talks Roadkill, Glitter and 'SNL'” (på engelska). Phoenix New Times. Village Voice Media. Arkiverad från originalet den 2 december 2010. https://web.archive.org/web/20101202091353/http://blogs.phoenixnewtimes.com/uponsun/2010/07/not_much_is_off-limits_to.php. Läst 12 november 2010.
42. ↑  Montgomery, James (21 juli 2010). ”Kesha Strips Down And Glitters Up In 'Take It Off' Video” (på engelska). MTV News. MTV Networks (Viacom). Arkiverad från originalet den 22 juli 2010. https://web.archive.org/web/20100722074931/http://www.mtv.com/news/articles/1644174/20100721/_kesha_.jhtml. Läst 12 november 2010.
43. 1 2  Vena, Jocelyn (3 augusti 2010). ”Kesha Throws A Desert Party In 'Take It Off' Video” (på engelska). MTV News. MTV Networks (Viacom). Arkiverad från originalet den 27 april 2013. https://archive.today/20130427083731/http://www.mtv.com/news/articles/1645043/20100804/kesha_.jhtml. Läst 12 november 2010.
44. ↑  Newman, Melinda (5 augusti 2010). ”Watch: Kesha's new video for 'Take It Off,' in which she remains surprisingly clothed” (på engelska). Hitfix. Arkiverad från originalet den 11 januari 2014. https://web.archive.org/web/20140111062622/http://www.hitfix.com/blogs/the-beat-goes-on/posts/watch-ke-ha-s-new-video-for-take-it-off-in-which-she-remains-surprisingly-clothed. Läst 27 maj 2012.
45. 1 2  Brockington, Ryan (7 oktober 2010). ”Kesha releases 'Take It Off' Pt. 2 – my insides feel like burning” (på engelska). New York Post. NYP Holdings, Inc. http://www.nypost.com/p/blogs/popwrap/like_burning_releases_take_it_off_KV11xO4sfT0KUlH99wkPcN. Läst 12 november 2010.
46. ↑  (2010) Albumhäfte för Animal + Cannibal av Kesha [CD]. RCA Records.
47. ↑  ”Spotted: Kesha Heats Up 'Today'” (på engelska). MTV Newsroom. MTV Networks (Viacom). Arkiverad från originalet den 24 maj 2012. https://archive.is/20120524232433/http://newsroom.mtv.com/2010/08/13/kesha-today-show/. Läst 12 november 2010.
48. ↑  Vick, Megan (13 augusti 2010). ”Kesha performs on "Today" show” (på engelska). Billboard. Prometheus Global Media. http://www.billboard.com/news/ke-ha-takes-it-off-during-today-show-performance-1004109330.story#/news/ke-ha-takes-it-off-during-today-show-performance-1004109330.story. Läst 1 mars 2011.
49. ↑  ”BBC – Radio 1's Big Weekend – Kesha” (på engelska). BBC. British Broadcasting Corporation. http://www.bbc.co.uk/radio1/bigweekend/2010/artists/kesha/. Läst 12 november 2010.
50. ↑  Vena, Jocelyn (21 november 2010). ”Kesha Proclaims 'We R Who We R' At AMAs” (på engelska). MTV News. MTV Networks (Viacom). Arkiverad från originalet den 6 november 2012. https://web.archive.org/web/20121106022338/http://www.mtv.com/news/articles/1652770/keha-proclaims-we-r-who-we-r-at-amas.jhtml. Läst 2 april 2011.
51. ↑  Davies, Bree (20 februari 2011). ”Ke$ha at Fillmore Auditorium, 2/19/11” (på engelska). Westword. Village Voice Media. Arkiverad från originalet den 10 oktober 2012. https://web.archive.org/web/20121010063719/http://blogs.westword.com/backbeat/2011/02/last_night_keha_at_the_fillmor.php. Läst 27 juli 2011.
52. ↑  Lore, Mark (16 februari 2011). ”Ke$ha Kicks Off Her 'Get $leazy' Tour” (på engelska). Spin. Spin Media. http://www.spin.com/articles/keha-kicks-her-get-leazy-tour. Läst 19 maj 2012.
53. ↑  Sewell, Elizabeth (12 maj 2011). ”Ke$ha” (på engelska). Vegas Seven. Arkiverad från originalet den 21 juli 2012. http://archive.is/2012.07.21-015325/http://vegasseven.com/ae/2011/05/12/keha. Läst 19 maj 2012.
54. ↑  Burger, David (19 februari 2011). ”Concert review: Ke$ha in Utah” (på engelska). The Salt Lake Tribune. Medianews Group. http://www.sltrib.com/sltrib/blogsburger/51272648-53/stage-dance-saltair-fans.html.csp. Läst 19 maj 2012.
55. ↑  ”Ke$ha Album & Song Chart History – Canadian Hot 100” (på engelska). Billboard. Prometheus Global Media. http://www.billboard.com/#/artist/Ke%24ha/chart-history/1308564?f=793&g=Singles. Läst 12 november 2010.
56. ↑  ”ARIA Charts – End Of Year Charts – Top 100 Singles 2010” (på engelska). Australian Recording Industry Association. http://www.aria.com.au/pages/aria-charts-end-of-year-charts-top-100-singles-2010.htm. Läst 1 mars 2011.
57. ↑  ”Annual 2010” (på nederländska). Ultratop. Hung Medien. http://www.ultratop.be/nl/annual.asp?year=2010. Läst 19 maj 2012.
58. ↑  ”Best Of 2010 Canadian Hot 100 Songs” (på engelska). Billboard. Prometheus Global Media. http://www.billboard.com/#/charts-year-end/canadian-hot-100?year=2010&begin=41&order=position. Läst 1 mars 2011.
59. ↑  ”Mahasz Rádiós TOP 100 2010” (på ungerska). Rádiós Top 40 játszási lista. Magyar Hanglemezkiadók Szövetsége. http://www.mahasz.hu/?menu=slagerlistak&menu2=eves_osszesitett_listak&id=radios&ev=2010. Läst 19 maj 2012.
60. ↑  ”Best Of 2010 Hot 100 Songs” (på engelska). Billboard. Prometheus Global Media. http://www.billboard.com/#/charts-year-end/hot-100-songs?year=2010&begin=51&order=position. Läst 1 mars 2011.